# Елсворт Вайнс
Елсворт Вайнс (англ. Ellsworth Vines; 29 вересня 1911 — 17 березня 1994) — колишній американський тенісист і гольфіст.
Найвищу одиночну позицію світового рейтингу — 1 місце досяг 1932 року (за даними А. Волліса Маєрса).
Здобув 36 одиночних титулів.
Перемагав на турнірах Великого шолома в одиночному, парному та змішаному парному розрядах.
Завершив кар'єру 1940 року.

## Теніс

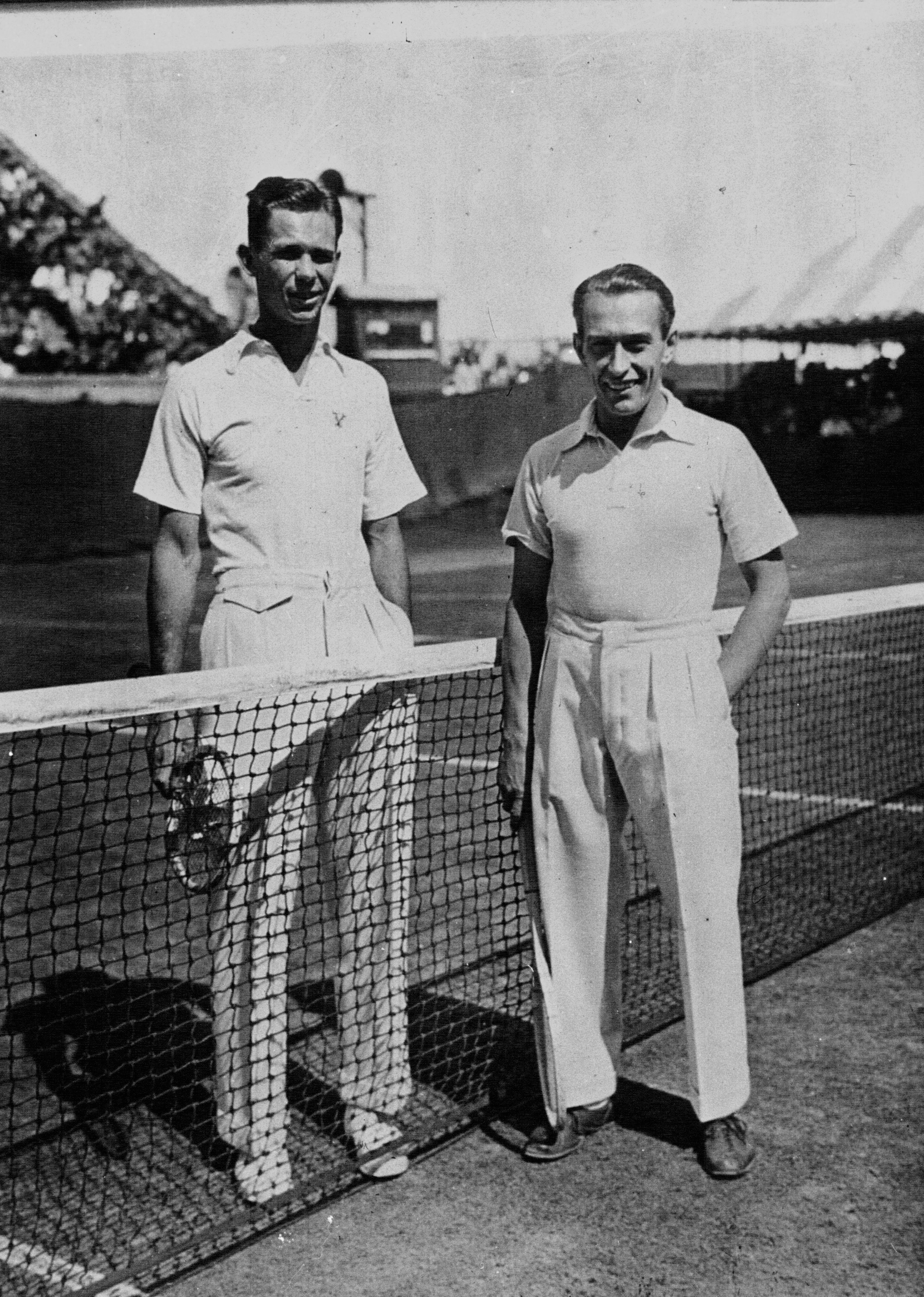
Вайнс (л) і Анрі Коше 1932 року

### Фінали основних турнірів

#### Турніри Великого шолома

##### Одиночний розряд (3–1)
| Результат | Рік  | Турнір               | Покриття | Суперник                 | Рахунок                  |
| --------- | ---- | -------------------- | -------- | ------------------------ | ------------------------ |
| Перемога  | 1931 | Чемпіонат США        | Трава    | Джордж Лот               | 7–9, 6–3, 9–7, 7–5       |
| Перемога  | 1932 | Вімблдонський турнір | Трава    | Банні Остін              | 6–4, 6–2, 6–0            |
| Перемога  | 1932 | Чемпіонат США (2)    | Трава    | Анрі Коше                | 6–4, 6–4, 6–4            |
| Поразка   | 1933 | Вімблдонський турнір | Трава    | Джек Кроуфорд (тенісист) | 6–4, 9–11, 2–6, 6–2, 4–6 |

#### Парний розряд (2 перемоги)
| Результат | Рік  | Турнір              | Покриття | Партнер       | Суперники                          | Рахунок             |
| --------- | ---- | ------------------- | -------- | ------------- | ---------------------------------- | ------------------- |
| Перемога  | 1932 | Чемпіонат США       | Трава    | Кейт Ґледгілл | Вілмер Еллісон Джон Ван Рин        | 10–8, 6–4, 4–6, 7–5 |
| Перемога  | 1933 | Чемпіонат Австралії | Трава    | Кейт Ґледгілл | Джек Кроуфорд (тенісист) Едґар Мун | 6–4, 6–3, 6–2       |

#### Турніри Про-Слем

##### Одиночний розряд (4–1)
| Результат | Рік  | Турнір      | Покриття | Суперник     | Рахунок                 |
| --------- | ---- | ----------- | -------- | ------------ | ----------------------- |
| Перемога  | 1934 | Wembley Pro | Закритий | Ганс Нюсляйн | 4–6, 7–5, 6–3, 8–6      |
| Перемога  | 1935 | French Pro  | Ґрунт    | Ганс Нюсляйн | 10–8, 6–4, 3–6, 6–1     |
| Перемога  | 1935 | Wembley Pro | Закритий | Білл Тілден  | 6–1, 6–3, 5–7, 3–6, 6–3 |
| Поразка   | 1939 | French Pro  | Ґрунт    | Дон Бадж     | 2–6, 5–7, 3–6           |
| Перемога  | 1939 | U.S. Pro    | Тверде   | Фред Перрі   | 8–6, 6–8, 6–1, 20–18    |

### Досягнення в одиночних змаганнях
1934 року Вайнс почав виступати на професійних турнірах і відтоді не мав права на участь в аматорських турнірах Великого шлему.
| W | Ф | ПФ | ЧФ | #Р | КТ | К# | DNQ | A | NH |

|                                        | 1930                   | 1931                   | 1932                   | 1933                   | 1934                   | 1935                   | 1936                   | 1937                   | 1938                   | 1939                   | SR     | В-П  | Win % |
| Турніри Великого шлему                 | Турніри Великого шлему | Турніри Великого шлему | Турніри Великого шлему | Турніри Великого шлему | Турніри Великого шлему | Турніри Великого шлему | Турніри Великого шлему | Турніри Великого шлему | Турніри Великого шлему | Турніри Великого шлему | 3 / 7  | 31–4 | 88.6  |
| -------------------------------------- | ---------------------- | ---------------------- | ---------------------- | ---------------------- | ---------------------- | ---------------------- | ---------------------- | ---------------------- | ---------------------- | ---------------------- | ------ | ---- | ----- |
| Відкритий чемпіонат Австралії з тенісу | A                      | A                      |                        | ЧФ                     | A                      | A                      | A                      | A                      | A                      |                        | 0 / 1  | 2–1  | 66.7  |
| Відкритий чемпіонат Франції з тенісу   | A                      | A                      | A                      | A                      | A                      | A                      | A                      | A                      | A                      | A                      | 0 / 0  | –    | –     |
| Вімблдонський турнір                   | A                      |                        | П                      | Ф                      | A                      | A                      | A                      | A                      | A                      | A                      | 1 / 2  | 13–1 | 92.9  |
| Відкритий чемпіонат США з тенісу       | 3р                     | П                      | П                      | 4р                     | A                      | A                      | A                      | A                      | A                      |                        | 2 / 4  | 16–2 | 88.9  |
| Турніри Про-Слем                       | Турніри Про-Слем       | Турніри Про-Слем       | Турніри Про-Слем       | Турніри Про-Слем       | Турніри Про-Слем       | Турніри Про-Слем       | Турніри Про-Слем       | Турніри Про-Слем       | Турніри Про-Слем       | Турніри Про-Слем       | 4 / 7  | 20–4 | 83.3  |
| U.S. Pro                               | A                      | A                      | A                      |                        | ПФ                     | A                      | A                      | A                      |                        | П                      | 1 / 2  | 5–1  | 83.3  |
| French Pro                             | A                      | A                      | A                      | NH                     |                        | П                      | A                      | A                      |                        | Ф                      | 1 / 2  | 6–1  | 85.7  |
| Wembley Pro                            | Не проводився          | Не проводився          | Не проводився          | Не проводився          | П                      | П                      | NH                     | A                      | NH                     | 4th                    | 2 / 3  | 9–2  | 81.8  |
| В-П                                    | 2–1                    | 6–0                    | 13–0                   | 10–3                   | 7–1                    | 7–0                    |                        |                        |                        | 6–3                    | 7 / 14 | 51–8 | 86.4  |